# Thanon Sukhumvit

Highway Nr. 3

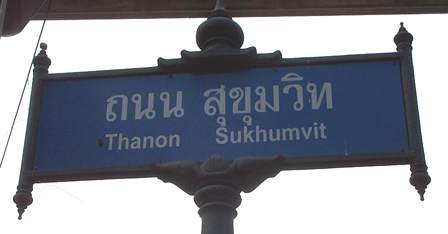
Straßenschild in Bangkok

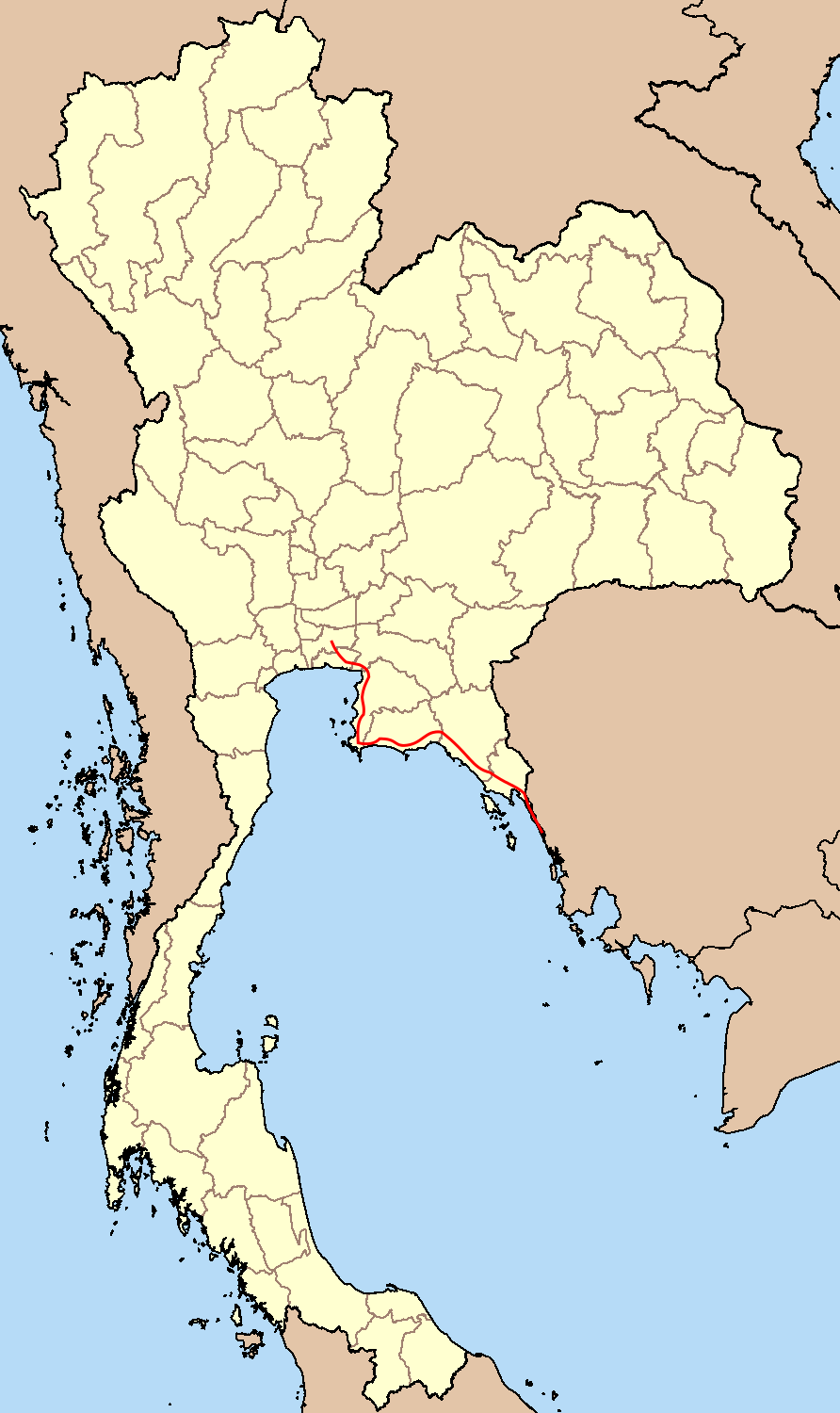
Verlauf der Thanon Sukhumvit in Thailand

Die Thanon Sukhumvit (Thai: ถนน สุขุมวิท, Aussprache: [tʰanǒn-sùkʰǔmwít], Sukhumvit-Straße; im englischen Sprachgebrauch „Sukhumvit Road“) ist eine der bedeutendsten Straßen in Bangkok, der Hauptstadt von Thailand, aber auch eine wichtige Fernstraße, die sich mehr als 400 km weiter nach Südosten bis an die Grenze zu Kambodscha fortsetzt.
Heute hat die Thanon Sukhumvit teilweise ihre Bedeutung als Langstreckenverbindung verloren, da kürzere Verbindungen entstanden sind, insbesondere durch die Autobahn Bangkok-Chonburi (Autobahn 7) sowie den Bang Na Expressway, die parallel zur Thailand Route 3 verlaufen.
Benannt wurde die Sukhumvit-Straße nach Phra Pisan Sukhumvit, dem fünften Direktor der thailändischen Fernstraßenverwaltung (Department of Highways). Verkehrsrechtlich gesehen ist sie die Nationale Hauptstraße Nummer 3 Bangkok-Trat (ทางหลวงแผ่นดิน หมายเลข 3 กรุงเทพมหานคร - ตราด). Thanon Sukhumvit ist Bestandteil des Asian Highway AH123.

## Allgemeines
Die Thanon Sukhumvit ist eine der wichtigsten Geschäftsstraßen der Hauptstadt. Alleine im Stadtgebiet von Bangkok hat sie eine Länge von mehr als zehn Kilometern. Sie beginnt als eine direkte östliche Verlängerung der Thanon Phloenchit, die selbst nach Westen Richtung über die Rama-I.-Straße (Thanon Phra Ram thi 1) und die Thanon Bamrung Mueang bis zum Großen Palast im Herzen der Rattanakosin-Insel führt. Die Thanon Sukhumvit verläuft weiter in südöstlicher und östlicher Richtung. Ihre Nebenstraßen (Soi) sind nummeriert, wobei die ungeraden Nummern auf der in stadtauswärtiger Richtung linken Seite (nördlich oder östlich der Sukhumvit-Straße) und die geraden Nummern auf der gegenüberliegenden Seite der Straße (südlich oder westlich) liegen. An der Soi 107 verlässt sie das Stadtgebiet von Bangkok und führt auf einer Strecke von etwa 400 km parallel zur Thailändischen Golfküste durch die Provinzen Samut Prakan, Chachoengsao, der Bang Na Expressway trifft in Chonburi auf die Sukhumvit und durch Pattaya, Rayong (mit dem Flughafen U-Tapao) und Chanthaburi bis nach Trat zur kambodschanischen Grenze.
Die Thanon Sukhumvit ist eine der vier „Königlichen Straßen“, die die Großregionen Thailands miteinander verbinden. Die anderen sind die Thanon Phahonyothin (Nationalstraße Nr. 1) im Norden, Thanon Mittraphap (Nr. 2) im Nordosten und Thanon Phetkasem (Nr. 4) im Süden.

## Verkehrsanbindung
Das Sukhumvit-Gebiet ist in Bangkok sehr leicht durch den Bangkok Skytrain erreichbar. Der größte Teil der Sukhumvit-Linie des Skytrain verläuft entlang der Sukhumvit-Straße bis hin zur derzeitigen Endstation Samrong an der Sukhumvit Soi 80. Umsteigemöglichkeiten zur Bangkok Metro bestehen an der Station Asok.
Der Chalerm Maha Nakhon Expressway, eine Stadtautobahn, hat eine Aus- und Einfahrt am Beginn der Straße an der „Soi 1“. Die Hauptverkehrsader Thanon Ratchadaphisek kreuzt die Sukhumvit-Straße an der Asok-Kreuzung in der Nähe des Queen Sirikit Convention Centers. Die Thanon Asok Montri (vormals Sukhumvit Soi 21 (Asok)) setzt sich von dort aus nach Norden fort und ist selbst eine vierspurige und vielbefahrene Verkehrsverbindung.
Der Busbahnhof für Busverbindungen in den Osten Thailands, genannt Eastern Bus Terminal oder auch Ekkamai Bus Station, befindet sich an der Skytrain-Station Ekkamai nahe Soi 63 (Ekkamai).
Das hohe Verkehrsaufkommen von Fahrzeugen bewirkt selbst noch an den Abendstunden einen fast ununterbrochenen Stau.

## Stadtteile in Bangkok

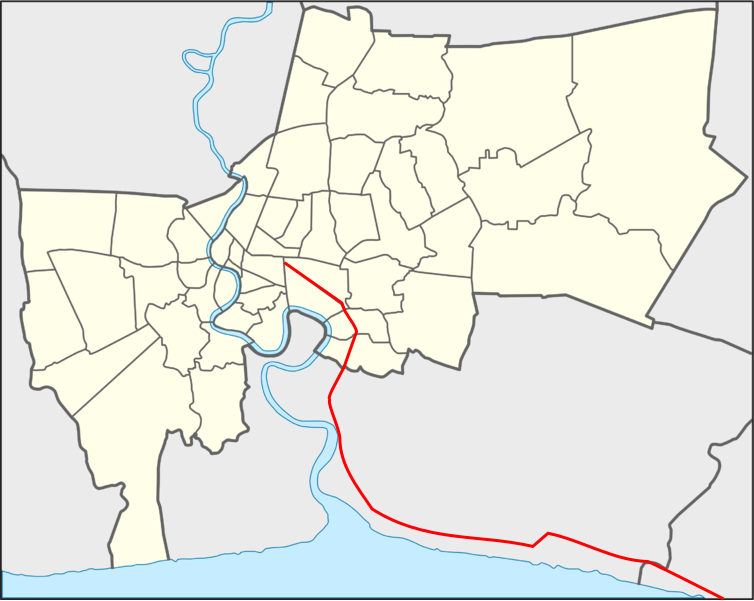
Verlauf der Thanon Sukhumvit in Bangkok

Die Gegend zwischen Sukhumvit Soi 1 und Sukhumvit Soi 55 ist bei westlichen Auswanderern als Wohngegend sehr beliebt. Menschen japanischer Herkunft bevorzugen die Gegend von der Thanon Asok Montri aufwärts. Die Preise für Wohnungen sind höher in den geradzahligen Sois zwischen Soi 8 und Soi 28 und in den ungerade nummerierten Nebenstraßen von Soi 15 bis Soi 39. Die Nebenstraße Soi 12 ist hauptsächlich von indischstämmigen Auswanderern bewohnt.
Im Viertel am Anfangspunkt der Sukhumvit-Straße (Phloenchit) haben sich in den 1990er-Jahren Bürohochhäuser und Luxushotels angesiedelt. Hier ist einer der zentralen Geschäftsbezirke Bangkoks. Überhaupt hat die Attraktivität und wirtschaftliche Bedeutung der Thanon Sukhumvit, verstärkt durch die Fertigstellung der über ihr verlaufenden Skytrain-Linie 1999, sehr zugenommen.

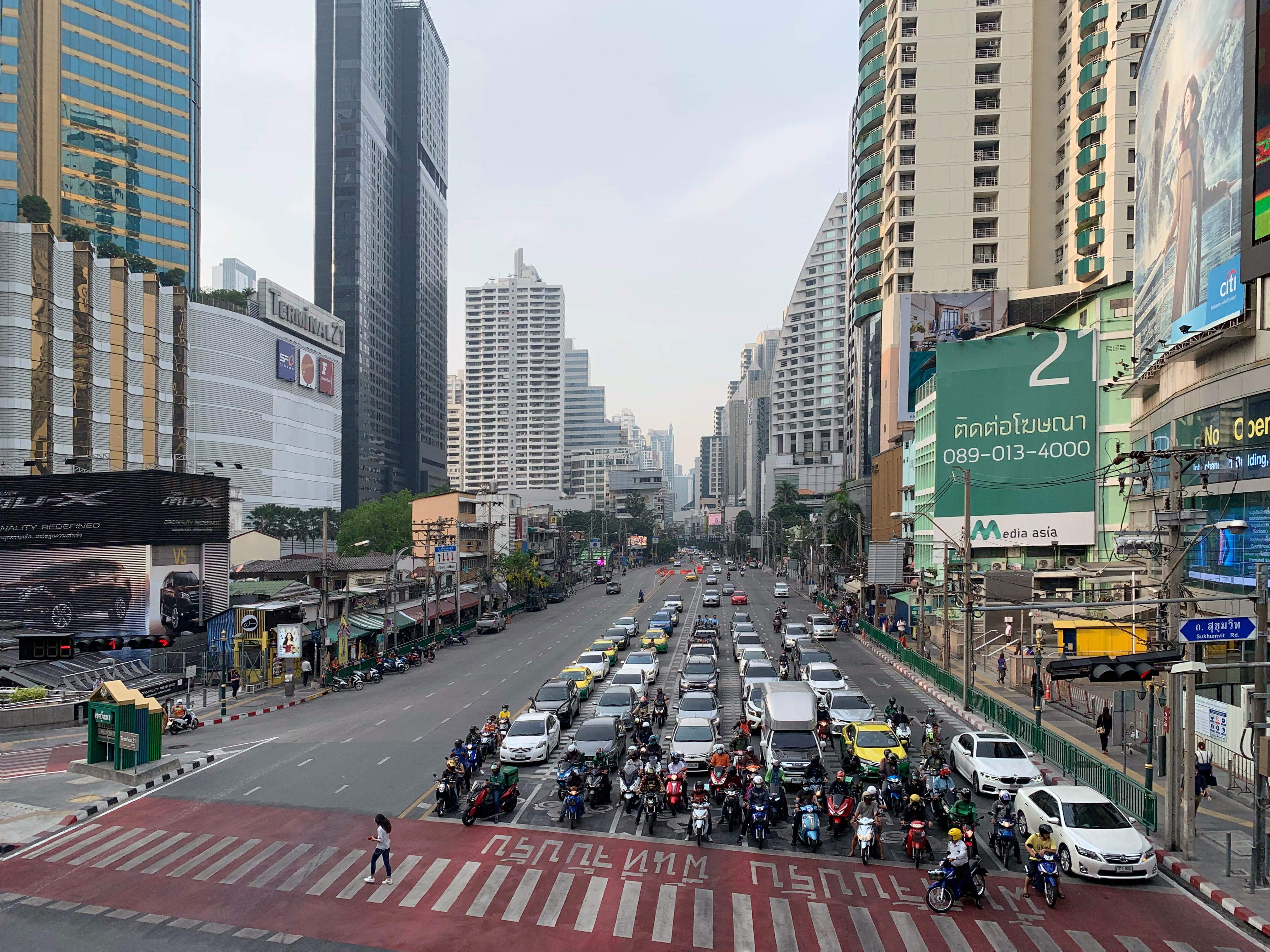
Anfang von Thanon Asok Montri (Sukhumvit 21), Terminal 21 Einkaufszentrum auf der linken Seite

Die Nebenstraßen ausgehend von Soi 4 (Nana Plaza) bis hin zum Soi Cowboy (zwischen Thanon Asok Montri und Soi 23) sind mit Gogo-Bars übersät, Restaurants jeglicher Preisklasse befinden sich überall in diesem Gebiet. Viele bekannte internationale Hotels, wie das Marriott International und das Sheraton, haben sich hier niedergelassen. Zahlreiche Einkaufszentren sind hier zu finden, zum Beispiel das schicke und hochpreisige Emporium und das vergleichbare, 2011 eröffnete Terminal 21.
Seit Mitte der 2000er-Jahre haben sich  Soi 11(Nana),  Soi 55 (Thong Lo) und Soi 63 (Ekkamai) zu angesagten Ausgehvierteln entwickelt, mit einer Vielzahl vorwiegend hochpreisiger Restaurants, Bars und Clubs, die bevorzugt ein jüngeres Publikum ansprechen.

## Geschichte
Die Sukhumvit-Straße als Fernstraße wurde durch Beschluss des Premierministers Plaek Phibunsongkhram am 10. Dezember 1950 ins Leben gerufen. Der Plan bestand seinerzeit, von Bangkok aus Fernstraßen in verschiedene Himmelsrichtungen einzurichten. Dazu wurden einige Khlongs zugeschüttet und überbaut. Für viele Jahrzehnte blieben jedoch die meisten Khlong das Hauptverkehrsmittel der Bevölkerung. Dies führte zu einer relativ ruhigen und teilweise beschaulichen Lebensweise in den Nebenstraßen (Soi). Noch heute sind viele Nebenstraßen sowohl der Thanon Sukhumvit Sackgassen, weil der Khlong Saen Saep aus Geldmangel vielerorts nicht überbrückt worden ist. Damit gibt es auch keinen Durchgangsverkehr.
Die heute noch in großer Anzahl vertretenen Mittelklassehotels haben ihren Ursprung in den Anfangsjahren des Vietnamkriegs, als viele US-Soldaten ihren Fronturlaub in Bangkok verbrachten und billige Unterkünfte benötigten.

## Galerie

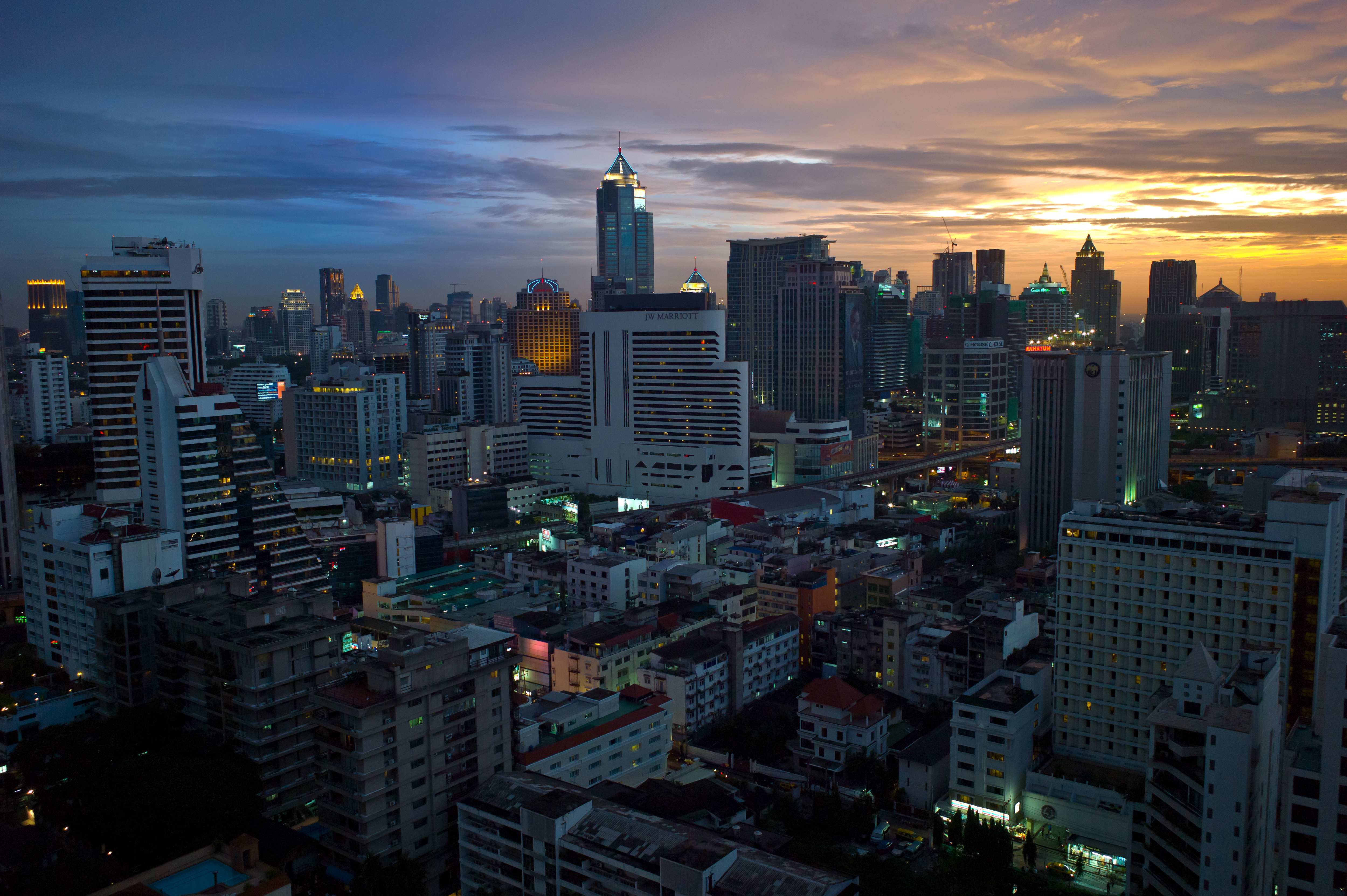
Blick über das Viertel um die Thanon Sukhumvit (Höhe Phloenchit)
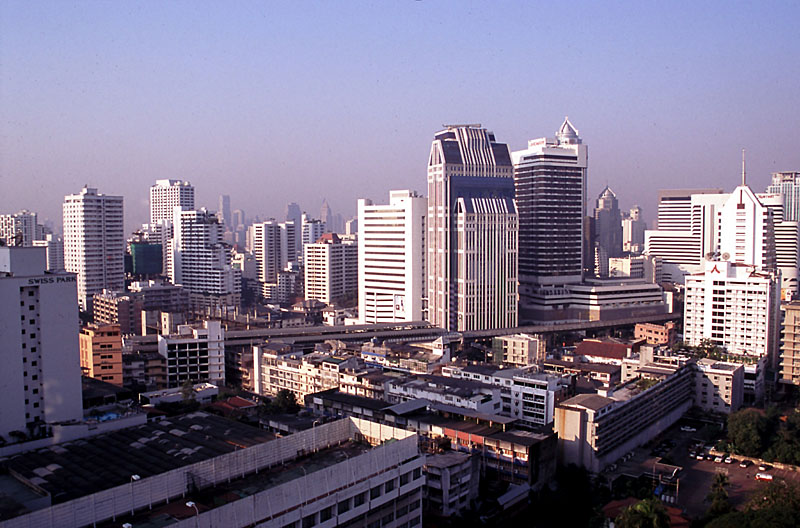
Blick über das Viertel um die Thanon Sukhumvit (Höhe Nana)
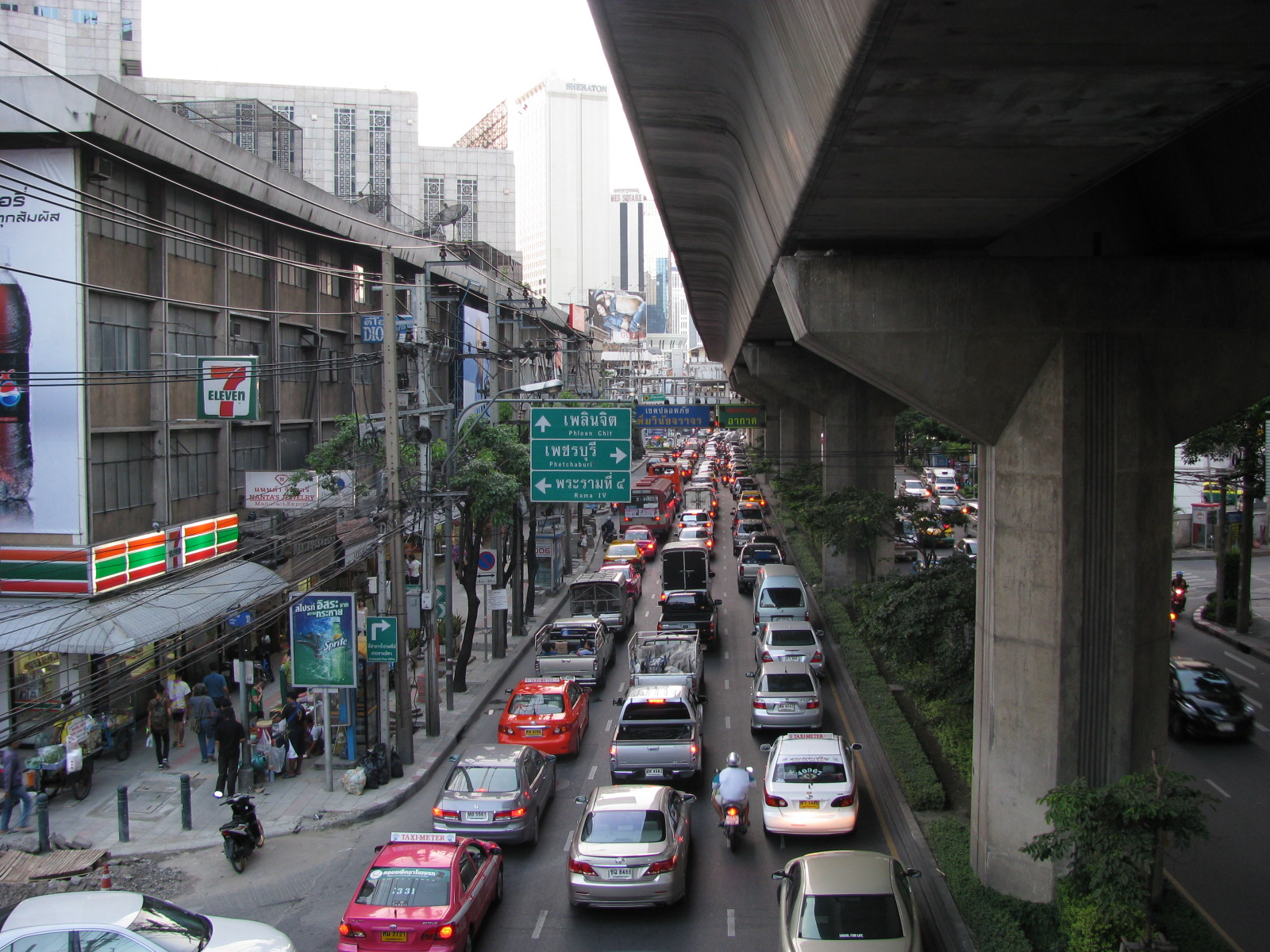
Dichter Verkehr auf der Thanon Sukhumvit (stadteinwärts), Höhe Soi 18
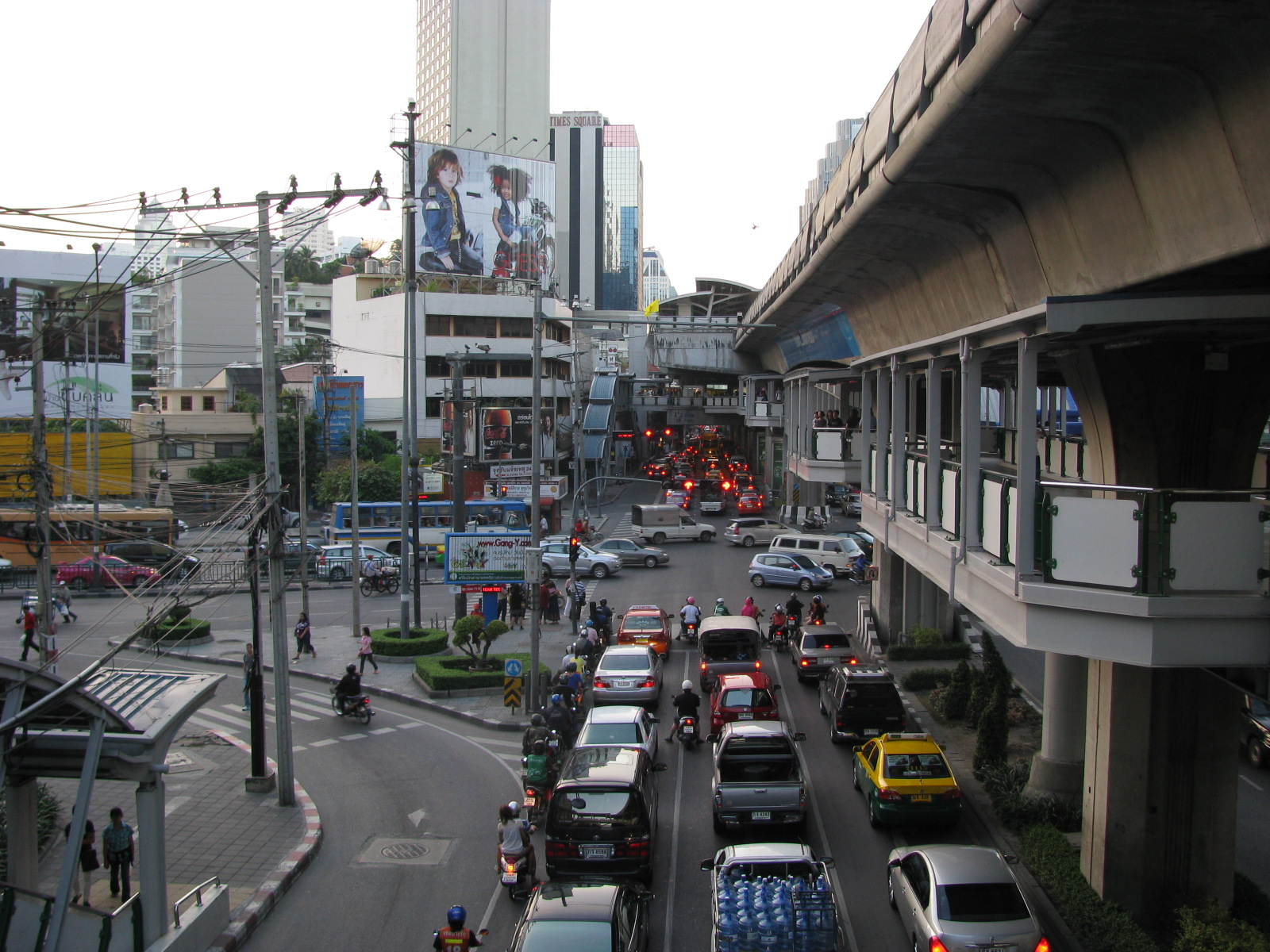
Asok-Kreuzung (Sukhumvit Ecke Ratchadaphisek)
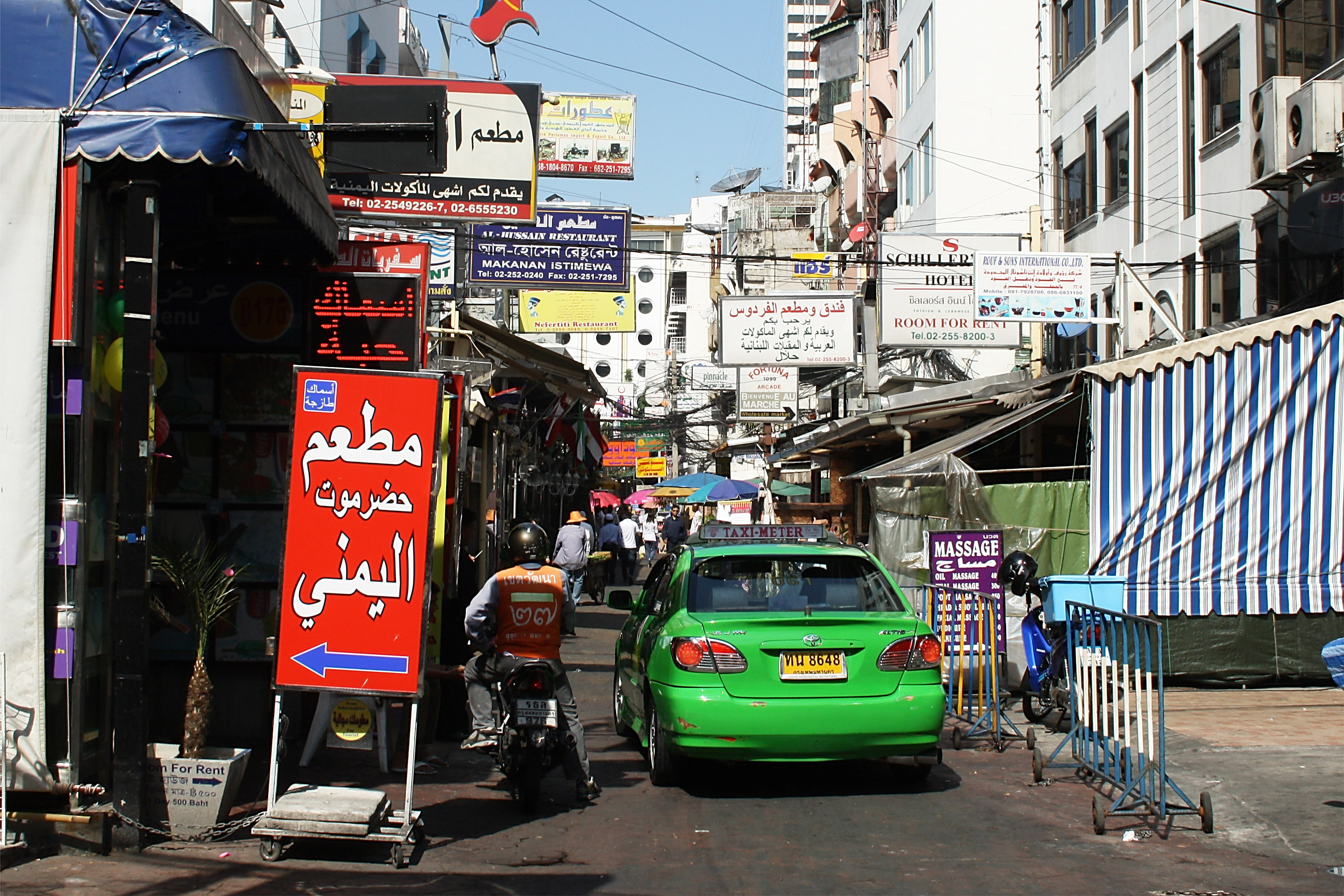
Sukhumvit Soi 3 (Soi Arab, Araber Gasse)
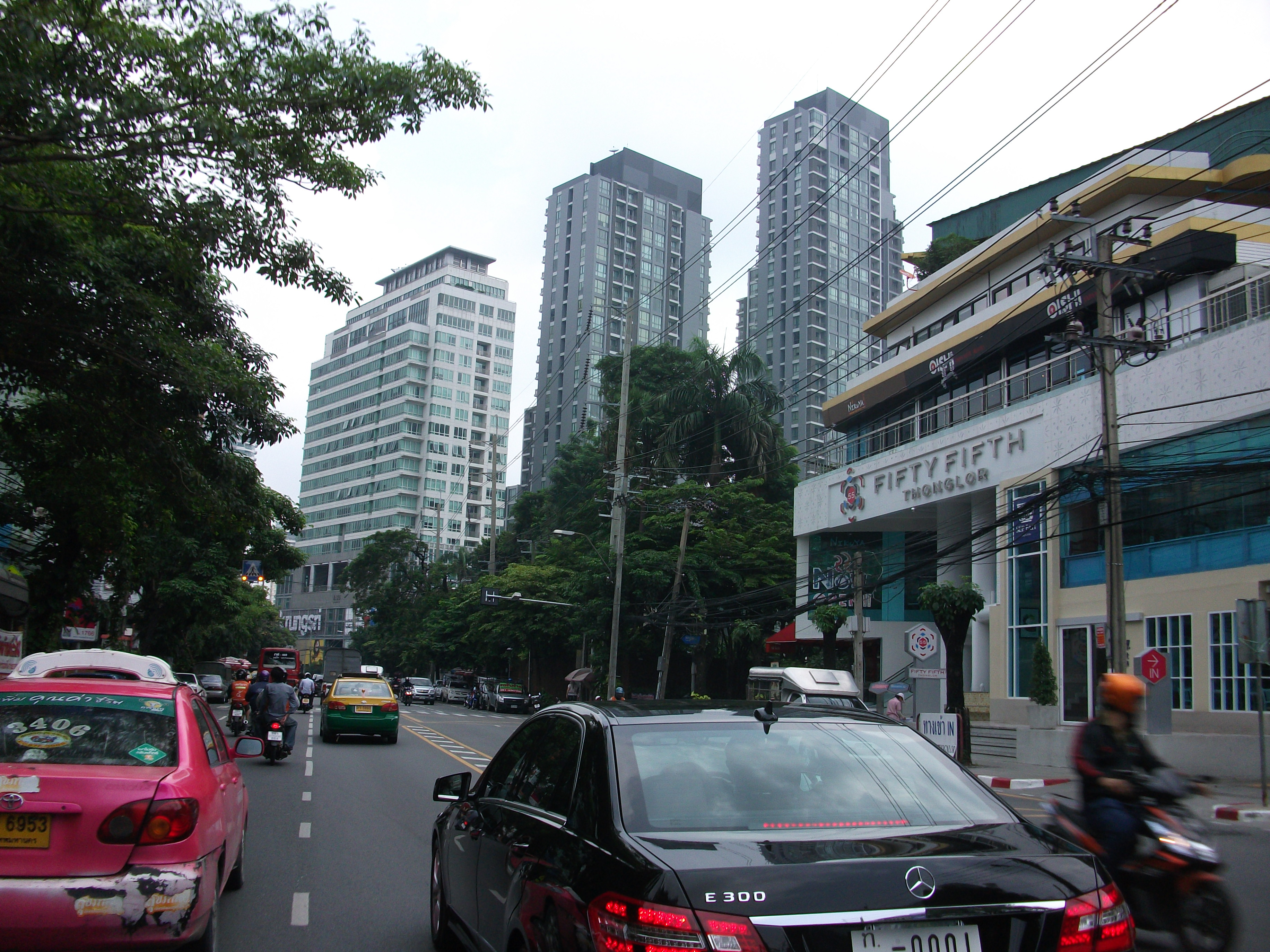
Sukhumvit Soi 55 (Thong Lo)